# Laguna

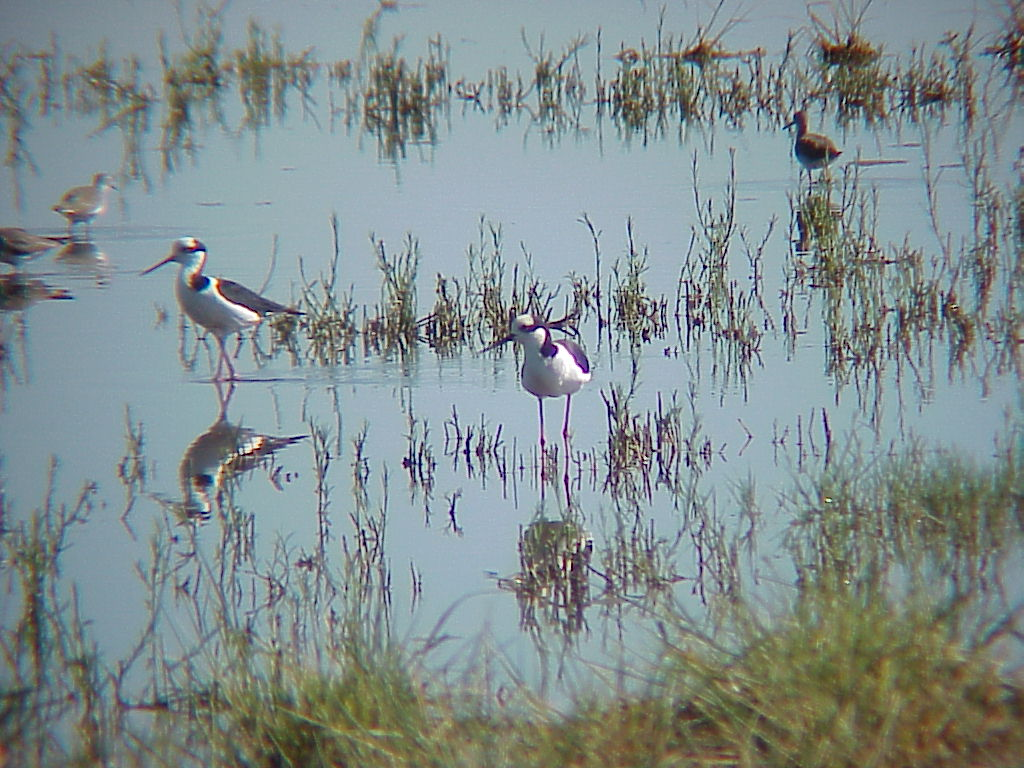
Laguna La Burra, en Argentina.

Una laguna es un depósito natural de agua, generalmente dulce, de menores dimensiones —sobre todo en profundidad— que un lago. Las que están separadas del mar por una barrera son conocidas como lagunas costeras y las que están conectadas con él como albuferas.
Las lagunas y los lagos pueden formarse de diferentes maneras, entre las cuales se pueden mencionar: las de origen tectónica, las cuales se forman por depresiones creadas por pegamentos de la corteza terrestre, las volcánicas creadas por la depresión formada después de la actividad de los volcanes, etc.

## Diferencia entre laguna y lago

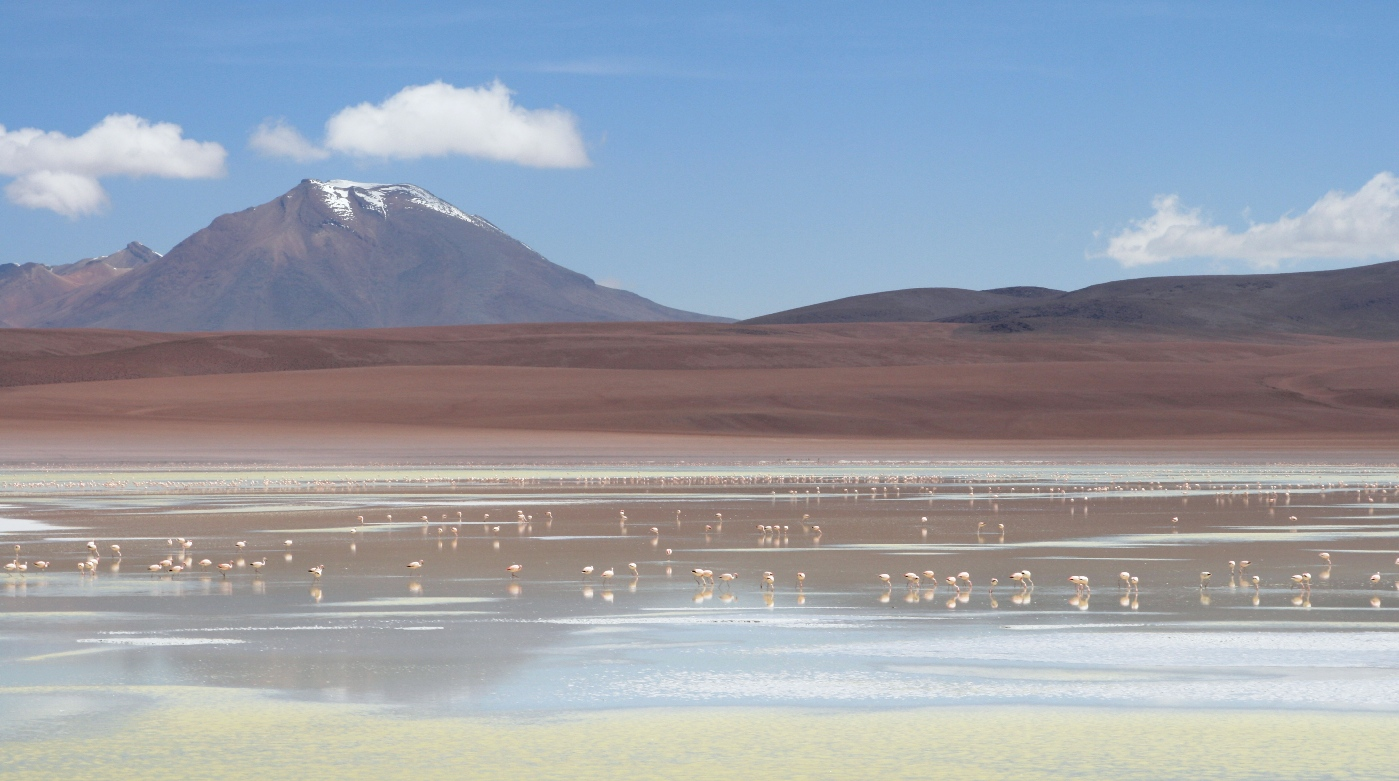
Laguna Kara, en Bolivia.

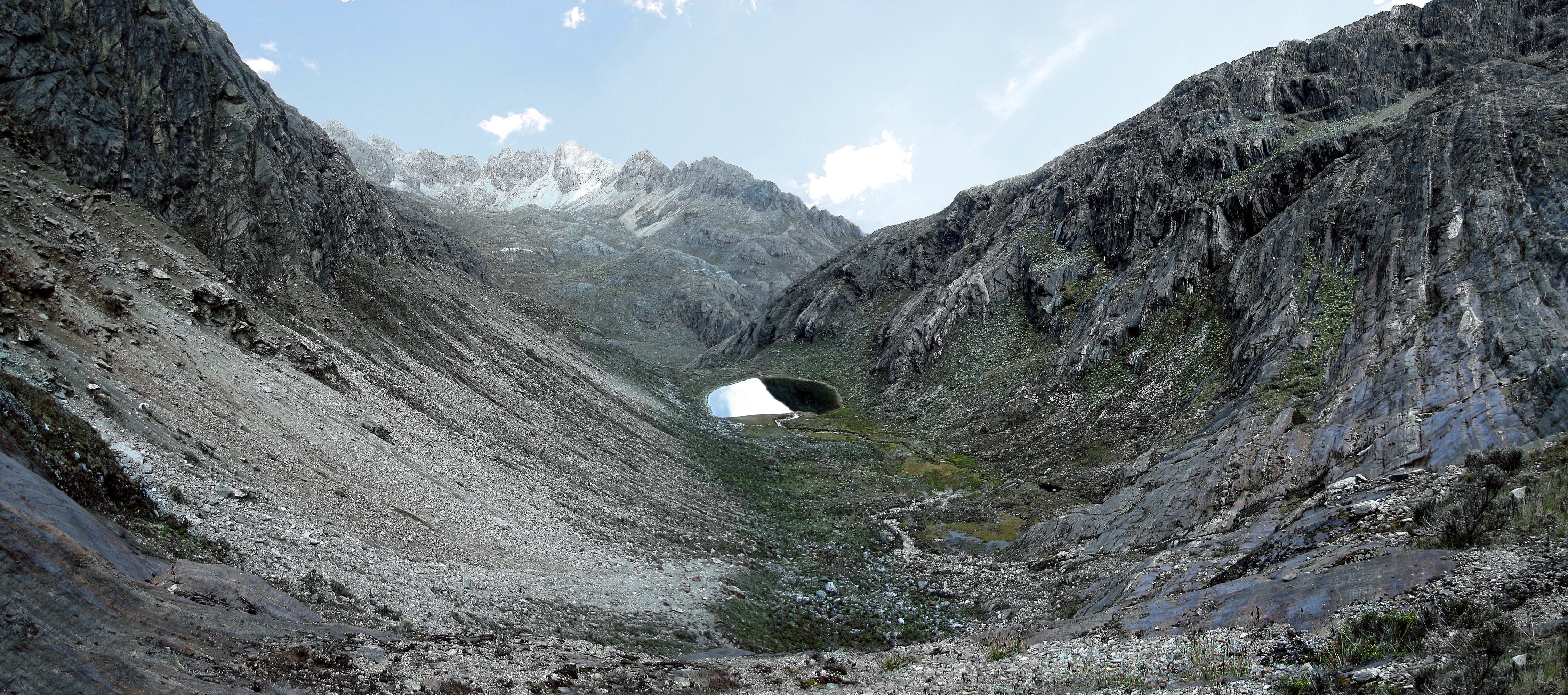
Laguna El Suero, en Venezuela.

La poca profundidad de la laguna es lo que mejor la diferencia del lago. Los metros de profundidad que diferencian a la laguna del lago varían según las condiciones ambientales de donde se halle y el grado de colmatación (acumulación de sedimentos) que haya sufrido. También su definición depende de las distintas doctrinas a las que adhieren los especialistas. Algunos ejemplos:
- España: el límite para diferenciar un lago de una laguna son los 15 metros de profundidad.
- Estados Unidos: 3 metros.
- Argentina: si bien no hay un límite establecido, sería de unos 10 metros, pues en latitudes templadas la termoclina (capa dentro de un cuerpo de agua donde la temperatura cambia rápidamente) se forma a esa profundidad.

Según la clasificación de G.E. Hutchinson las lagunas son lagos polimícticos, lagos de tercer orden o lagos playos. Es decir que son ambientes poco profundos con salinidad y agua altamente variables con gran cantidad de nutrientes (eutróficos) y de sedimentos.

## Características de las lagunas

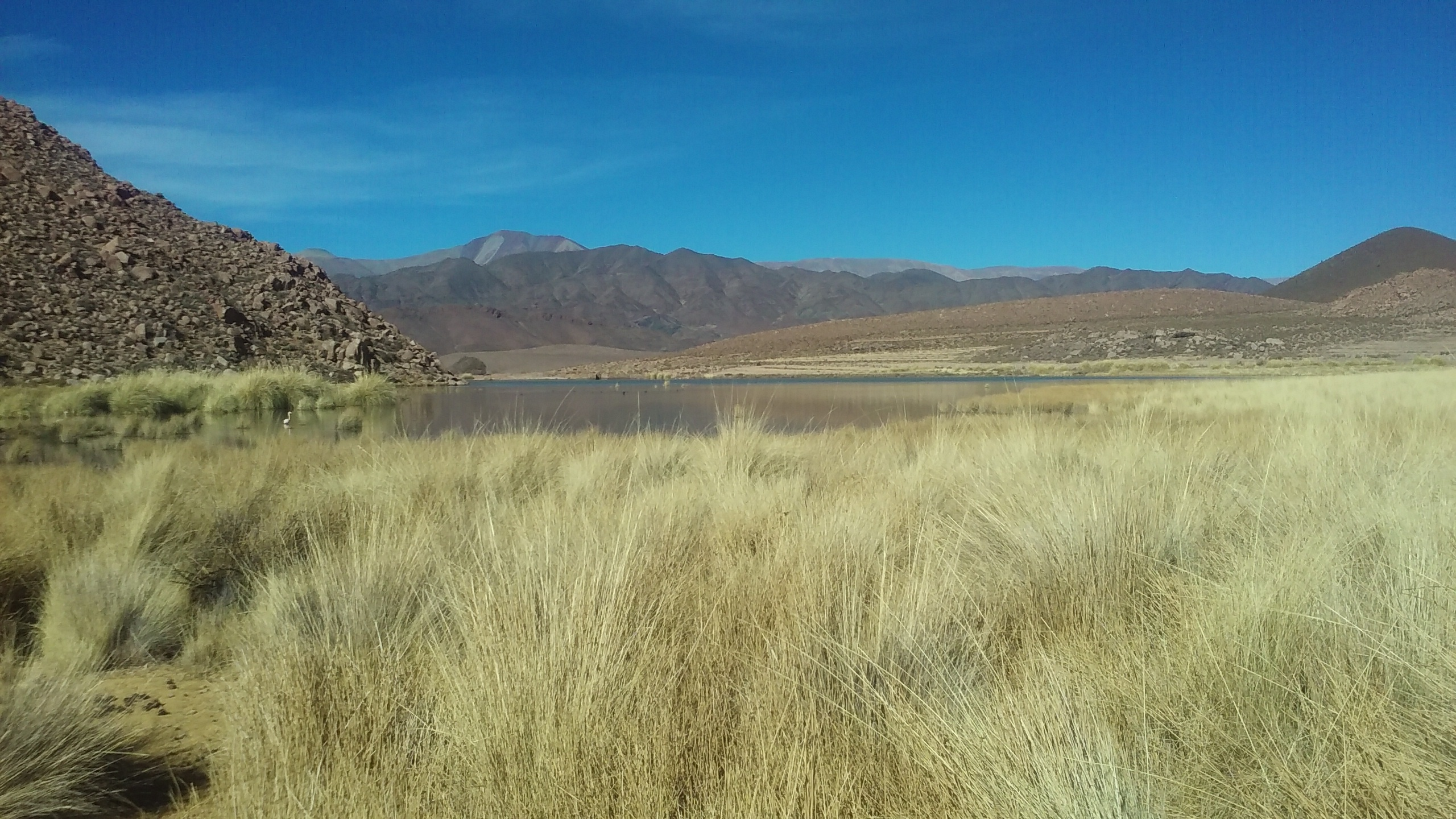
Laguna, Finca El Toro. Salta. Argentina.
Reserva de agua en la que se pueden encontrar flamencos rosados, parinas, patos y una gran variedad aves silvestres.

Las lagunas suelen ser muy productivas debido fundamentalmente al mayor contacto de los sedimentos con la superficie del agua como consecuencia de su escasa profundidad. Otras características propias suelen ser la alternancia de ciclos secos y húmedos, la geomorfología, y los diferentes usos del suelo. Además, es una extensión de agua estancada, y al ser poco profunda permite que el sol penetre hasta su fondo, impidiendo la formación de distintos estratos térmicos, como sí sucede en los lagos, en los que se distingue una zona afótica (sin luz) de otra fótica.
Las plantas con raíces pueden desarrollarse en una laguna de una costa a la opuesta, al contrario de los lagos en los cuales, al ser más grandes y hondos, solo pueden crecer en sus márgenes y en caletas poco profundas.

## Etimología y definición de laguna en otros idiomas
La palabra laguna deriva del Idioma latín lacuna, «laguna, charca, hoya».
En italiano, así como en inglés, se define laguna y lagoon respectivamente, a una cuenca costera separada del mar por un estrecho cordón de tierra, y caracterizada por agua salobre y mareas. Por lo tanto estos idiomas no usan el término para definir cuencas hidrográficas de agua dulce o lagos poco profundos.